# BS2000
BS2000 (seit 1992 lautet der offizielle Name BS2000/OSD) ist die Mainframe-Betriebssystemplattform von Fujitsu Technology Solutions GmbH. Der Name wird auch synonym für die Mainframerechner verwendet. Die BS2000-Serverlinien mit /390- und x86-Architektur bilden mit Netzwerken und Peripherie die einheitlich gemanagte Infrastruktur. Das –
nicht direkt verwandte – Vorgängerbetriebssystem, BS1000, wurde seit 1968 von Siemens auf Basis des Plattenbetriebssystems (PBS) für die Spectra-70-Modelle (4004-15 und 4004-26) entwickelt. Ende der 1970er, Anfang der 1980er Jahre drängte Siemens seine BS1000-Kunden behutsam zum Umstieg auf das modernere Betriebssystem BS2000.

## Technische Einzelheiten
Großrechner sind dafür ausgelegt, viele Anwendungen (Programme) auf einem Rechner parallel einrichten (installieren) und ausführen zu können. Damit kann die notwendige Anzahl der Rechner klein gehalten werden. Ursprünglich konnten so Kosten für die früher deutlich teureren Hardwarekomponenten eingespart werden. Heute liegt der Vorteil einer Architektur, die mit wesentlich weniger Rechnern auskommt, darin, dass dadurch die Komplexität der IT-Infrastruktur deutlich geringer ist.
Damit sich verschiedene Anwendungen und Nutzer auf einem Rechner nicht wechselseitig beeinträchtigen, müssen Mainframesysteme die verschiedenen Benutzer und die Prozesse optimal voneinander abschotten können. Sie tun das durch die Virtualisierung aller von den Anwendungen genutzten Ressourcen und durch ein differenziertes, nach Zugriffsrechten und Prioritäten gesteuertes zentrales Ressourcenmanagement.
Der hohe Virtualisierungsgrad entkoppelt zugleich die Anwendungssoftware von Hardware- und Implementierungsdetails und bildet damit die Grundlage für langfristige Kompatibilität, hohe Flexibilität, hohe Verfügbarkeit, weite Skalierbarkeit und große Robustheit der auf Mainframes laufenden Services.
Anders als andere Mainframesysteme bietet BS2000 in allen Betriebsarten (Batch-, Dialogbetrieb und Online Transaction Processing) und unabhängig davon, ob es nativ oder als Gastsystem in einer virtuellen Maschine läuft, genau dieselbe Schnittstelle. Diese Einheitlichkeit der Benutzerschnittstelle und der gesamten BS2000-Softwarekonfiguration macht die Administration und die Automatisierung besonders einfach.
BS2000 ist vorwiegend im europäischen Markt verbreitet. In Deutschland ist es nach den IBM-Mainframesystemen das am meisten verbreitete Mainframesystem. Im öffentlichen Sektor, im Banken- und Versicherungswesen, aber auch in der Industrie werden Mainframes wegen ihrer architekturbedingten Verlässlichkeit für viele Anwendungen geschätzt.

## Geschichte

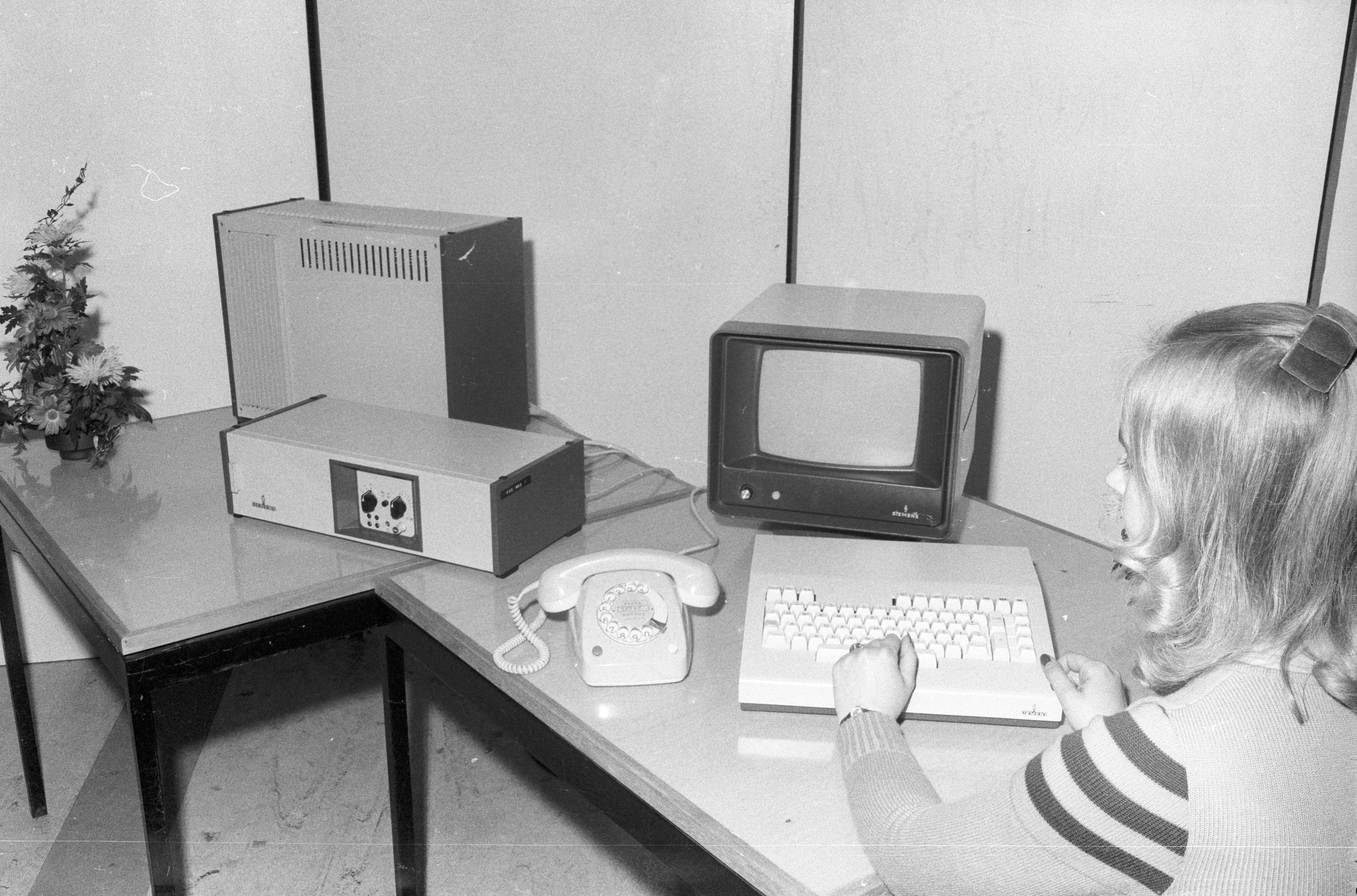
Vorstellung des Golym-Computers (1971)

Entwicklungsgeschichtlich hat das BS2000 seine Wurzeln im Betriebssystem TSOS (Timesharing-Operating-System), das von RCA zuerst für das Modell /46 der Spectra-70-Serie entwickelt wurde. Diese Rechnerlinie der späten 1960er Jahre war der Architektur der S/360-Serie von IBM nachempfunden. Nach einem Patentstreit mit IBM stellte RCA die Produktion und Weiterentwicklung von Hard- und Software ein.
Siemens übernahm die Entwicklung eigenständig und vertrieb das auf Basis des TSOS weiterentwickelte BS2000 mit eigener Hardware (System 4004, Liste der Siemens-Computer). Die Hardware basierte zu Anfang auf exakten Kopien der RCA-Designs, welche aber neu aufgelöst wurden. Dabei wurde die mechanische Konstruktion (Befestigungen, Schrauben, Platinenabmessungen etc.) von zöllig auf metrisch geändert.
Mit dem Modell 4004/151 bzw. /220 erfolgte die Übernahme der Erweiterungen der IBM S/370-Architektur mit virtueller Adressierung. TSOS war eines der ersten Betriebssysteme, bei denen konsequent das Prinzip der virtuellen Adressierung und eines abgeschotteten Adressraums für die Programme verschiedener Benutzer eingeführt wurde. Von TSOS erbte BS2000 die konsequente Strukturierung auf einheitliche, satz- und/oder blockorientierte Dateischnittstellen, so dass unnötige Geräteabhängigkeiten in Benutzerprogrammen vermieden werden konnten.
Mit der Gründung des Unidata-Verbundes durch Bull, Philips und Siemens wurden die Siemens-Mainframerechner unter der Bezeichnung 7.700 usw. vertrieben. Mit den intern als X-CPUs (X1,X3,X4) bezeichneten Rechnern wurde auch der Befehlssatz erweitert. Der nicht-privilegierte Befehlssatz entsprach weiterhin der /370, wurde aber z. B. um Hardwarestack und Bitmanipulationsbefehle erweitert. Es standen vier statt drei Funktionszustände (P1=User, P2=System, P3=Interruptbearbeitung, P4=Maschinenfehler) zur Verfügung.
Im Vergleich zu konkurrierenden Betriebssystemen war BS2000 für den Benutzer leichter zu bedienen, da insbesondere beim Zugriff auf das Dateisystem viele Vorgänge (z. B. Speicherplatzzuweisung) automatisch vorgenommen werden. Die Abkürzung TSOS blieb als User-Account bis heute erhalten, sie entspricht der Root-Kennung von Unix-Systemen.
1972
BS2000 wurde bei den Olympischen Sommerspielen 1972 in München als Informationssystem für die Presse eingesetzt (Computersystem GOLYM). Der große Vorteil für die Softwareentwickler war der integrierte Debugger IDA (Interactive Debugging Aid). An der BS2000-Kommandozeile konnten Breakpoints gesetzt und Programmvariablen ausgelesen und verändert werden.
1975
Im Juni 1975 lieferte Siemens eine Weiterentwicklung dieses Betriebssystems (Version 5.0) für die Modelle der Siemens-Großrechner der Serie 7.700 aus. Schon diese erste BS2000-Version unterstützte Platten-Paging und drei verschiedene Betriebsarten im selben System: den Dialog-, den Batch- und den Teilhaberbetrieb, einen Vorläufer des Online Transaction Processing (OLTP-Betrieb). Das Betriebssystem musste für die vorhandene Hardwarekonfiguration angepasst (generiert) werden, d. h. die internen Tabellen des Betriebssystems für die Ein-/Ausgabe, Hauptspeicherkonfiguration usw. wurden durch einen Systemgenerierungslauf erzeugt. In einem zweiten Lauf wurden die optionalen Software-Module und die zuvor erzeugten Tabellen zu dem eigentlichen ladefähigen Betriebssystemkern gebunden.
1977
Mit dem Kommunikationssystem Transdata erfolgte der Einstieg in die damals moderne Rechnervernetzung. Ähnlich wie im BS2000 musste das PDN (Programmsystem zur Daten- und Netzsteuerung) an die jeweilige Hardwarekonfiguration angepasst werden, d. h. jede Leitung, jedes Modem, jeder Bildschirm und Drucker musste definiert werden.
1978
Die Einführung der Multiprozessortechnik verbesserte die Systemverfügbarkeit; damit wurden die ersten Bi-Prozessormodelle 7.761 und 7.762 von Siemens unterstützt. Das Betriebssystem konnte von da an den Ausfall eines Prozessors verkraften. Gleichzeitig wurde dadurch das Leistungsspektrum erheblich ausgeweitet. Die Leistung einer 7.760 (Monoprozessor) lag je nach Ausbau zwischen 0,98 und 1,07 MIPS.
1979
Mit dem Transaktionsmonitor Universal Transaction Monitor (UTM) wurde das für Mainframes besonders wichtige Online Transaction Processing als weitere Betriebsart unterstützt.
1985
BS2000 wurde durch Downsizing als PC-2000 auf ein Sinix-System PC-MX2 portiert, zusammen mit dem Einsatz einer speziellen Prozessor-Karte konnte man sich einen „Großrechner“ auf den Schreibtisch stellen.
1987
BS2000 wird auf die XA-Architektur portiert (25 bzw. 31-Bit User-Adressraum) und unterstützt jetzt 2 GB große Adressräume, 512 Prozesse und das XS-Kanalsystem (Dynamic Channel Subsystem).
1989
Mit der Version 9.0 wurden neue Rechner unterstützt. Die zwei Baureihen (H60 und H90) wurden in München entwickelt und in Augsburg gefertigt. Bei der H90 (Entwicklungsname Tiger) kamen wassergekühlte ECL-Schaltkreise zum Einsatz, die Monoprozessorleistung betrug maximal 15 MIPS.
1990
Mit der virtuellen Maschine VM2000 können mehrere BS2000-Systeme, auch unterschiedlicher Versionen, parallel auf einem Rechner laufen. Das Konzept findet sich heute bei Virtualisierungslösungen wie VMware ESX oder Xen wieder. Das neue hierarchische Speicherverwaltungssystem HSMS verdrängt automatisch selten genutzte Daten auf billigere Speichermedien. Sobald diese Daten wieder benötigt werden, werden sie ebenso automatisch wieder auf Medien mit schnellem Datenzugriff restauriert. Das Bandarchivsystem ROBAR ermöglicht den Anschluss von Robotersystemen.
1991
BS2000 wird mit der Version 10 in voneinander entkoppelte Subsysteme zerlegt. Das erhöht die Flexibilität bei der Weiterentwicklung und der Softwareauslieferung. Außerdem wurde die Sicherheit des Systems gemäß F2/Q3 evaluiert.
1992/1995
Das BS2000 wird in Richtung Offenheit für Anwendungssoftware neu ausgerichtet und heißt ab da BS2000/OSD (Open Server Dimension). Nach der Portierung der POSIX-Schnittstellen 1992 wird 1995 der XPG4-Standard voll unterstützt.
1996
Portierung von BS2000/OSD auf die RISC-Architektur der Firma MIPS. Obwohl das Betriebssystem jetzt auf unterschiedlichen Hardware-Architekturen (S-Server mit S/390-Architektur und SR2000-Server für die RISC-Architektur) läuft, wird für BS2000-Anwendungen der objektkompatible Ablauf garantiert. Für S/390 produzierte Anwendungen können ohne Neuübersetzung auf Rechnern mit RISC-Architektur eingesetzt werden. Durch die notwendige Emulation des S/370-Befehlssatzes ist die Performance von nicht neu übersetzen Programmen nicht immer optimal.
1997
Mit WebTransactions können bestehende BS2000-Anwendungen Internet-tauglich gemacht werden, ohne in diese Anwendungen eingreifen zu müssen.
1999
Als erstes Betriebssystem weltweit erhält BS2000/OSD das Internet-Branding der Open Group.
2002
Mit der Portierung von BS2000/OSD auf die SPARC-Architektur entsteht die neue SX-Serverlinie. Damit setzt Fujitsu Siemens Computers seine Strategie der Hardwareunabhängigkeit bei gleichzeitigem Erhalt der vollen Kompatibilität fort.
2004
Nach ESCON und FICON wird jetzt auch Fibre Channel unterstützt. Durch die Integration in SAN-Speichernetze mit Fibre-Channel-Technologie werden Durchsatzsteigerungen gegenüber den Vorgängertechnologien erreicht.
2007
BS2000/OSD-BC Version 7.0 wird freigegeben. Entwicklungsschwerpunkte sind: Bereitstellung der Snap- und Clone-Funktionalität der Speichersysteme für BS2000-Dateien und -Platten. Online Provisioning für Pubsets. Diese Funktion fügt je nach Bedarf zu einem BS2000-Dateisystem automatisch Platten aus einem Pool freier Platten hinzu oder gibt überschüssige Platten wieder in diesen Pool zurück. Autonome, dynamische Steuerung von I/O-Ressourcen (IORM). Ähnlich wie die Prioritätensteuerung bei der Zuteilung von CPU-Zeitscheiben realisiert diese Funktion eine Prioritätensteuerung für Prozesse beim Zugriff auf I/O-Ressourcen.
2008
BS2000 wurde auf die x86-Architektur portiert. Die neuesten (kleinen) Server verwenden Intel-Xeon-CPUs.
2009
Im Mai 2009 erfolgt der Übergang von Fujitsu Siemens Computers zu Fujitsu Technology Solutions (FTS).
BS2000/OSD-BC Version 8.0 wird freigegeben.
2011
BS2000/OSD-BC Version 9.0 wird als Pilotphase für Ende März 2012 angekündigt.
2012
Freigabe von BS2000/OSD-BC Version 9.0 im Juni 2012. Als zusätzliches Speichermedium für die Ablage von BS2000-Dateien werden NAS-Speicher unterstützt.
2015
Freigabe der neuen FUJITSU Server BS2000 SE700 und SE300. Die BS2000-Serverlinien mit /390- und mit x86-Architektur bilden mit Netzen und Peripherie die einheitlich gemanagte SE Infrastruktur.
Freigabe der FUJITSU Software BS2000 OSD-BC Version 10.0 im Mai 2015  Bereitstellung eines Eclipse-Plugins zur Remote-Entwicklung von BS2000-Anwendungen.
2017
Freigabe von FUJITSU Software BS2000/OSD-BC Version 11.0 im Juli 2017.
2019
Freigabe der neuen FUJITSU Server BS2000 SE710 und SE310.
2021
Mit dem neuen Betriebssystempaket FUJITSU Software BS2000 OS DX V1.0 werden die Voraussetzungen für die kontinuierliche Bereitstellung von Weiterentwicklungen im BS2000 Software Portfolio geschaffen.
2023
Freigabe der neuen FUJITSU Server BS2000 SE730 und SE330.
Freigabe von Fujitsu Software BS2000 OSD/XC Version 11.0B im Juni 2023.
Freigabe von Fujitsu Software BS2000 OS DX Version 1.0A im Juni 2023
Freigabe von Fujitsu Software BS2000 OS DX V1.0B Pilotversion im September 2023